# Las alegres comadres de Windsor

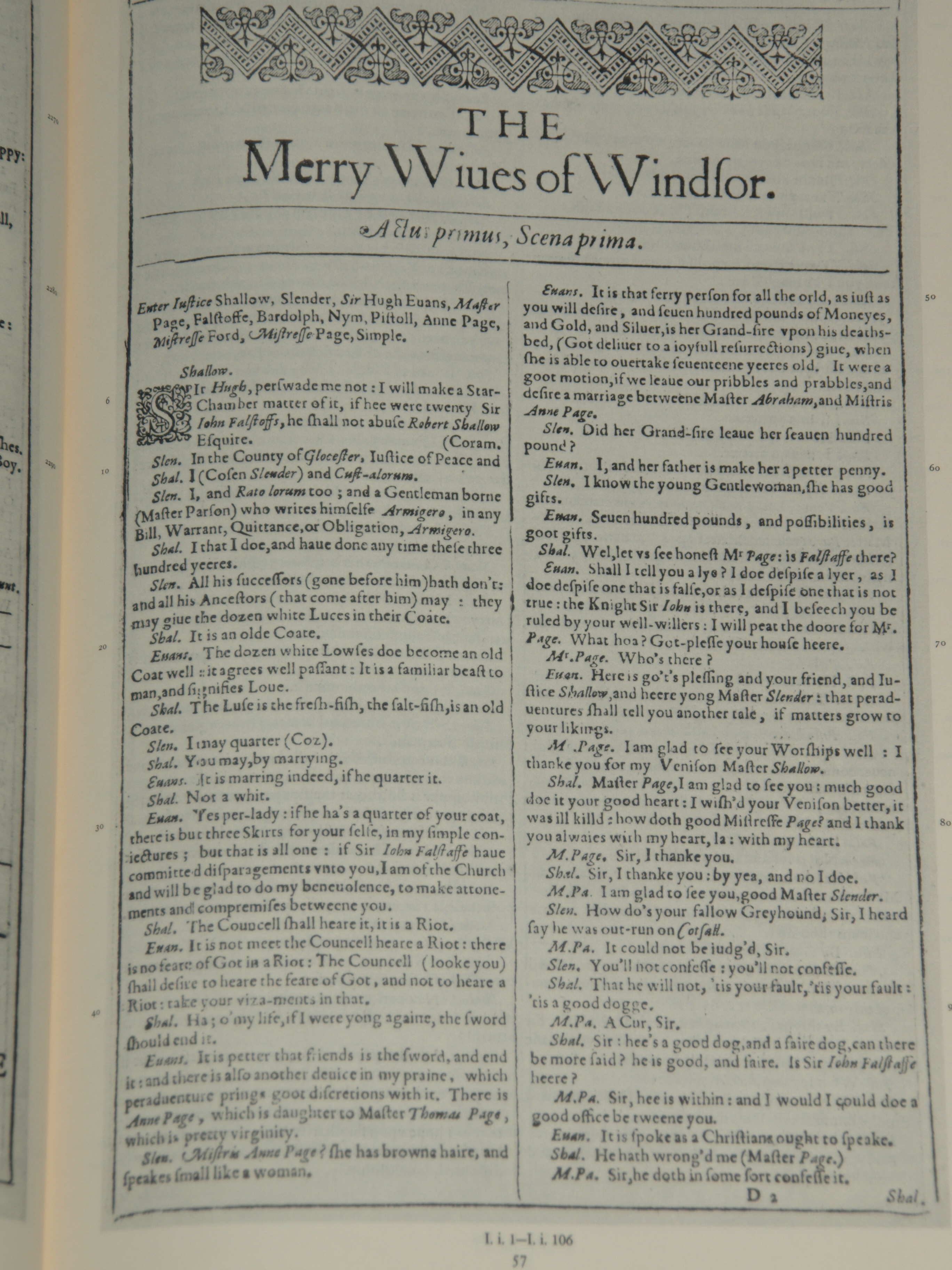
Imagen de un facsímil de la obra

Las alegres comadres de Windsor (The Merry Wives of Windsor) es una comedia escrita por William Shakespeare. El protagonista de la obra es John Falstaff.

## Argumento

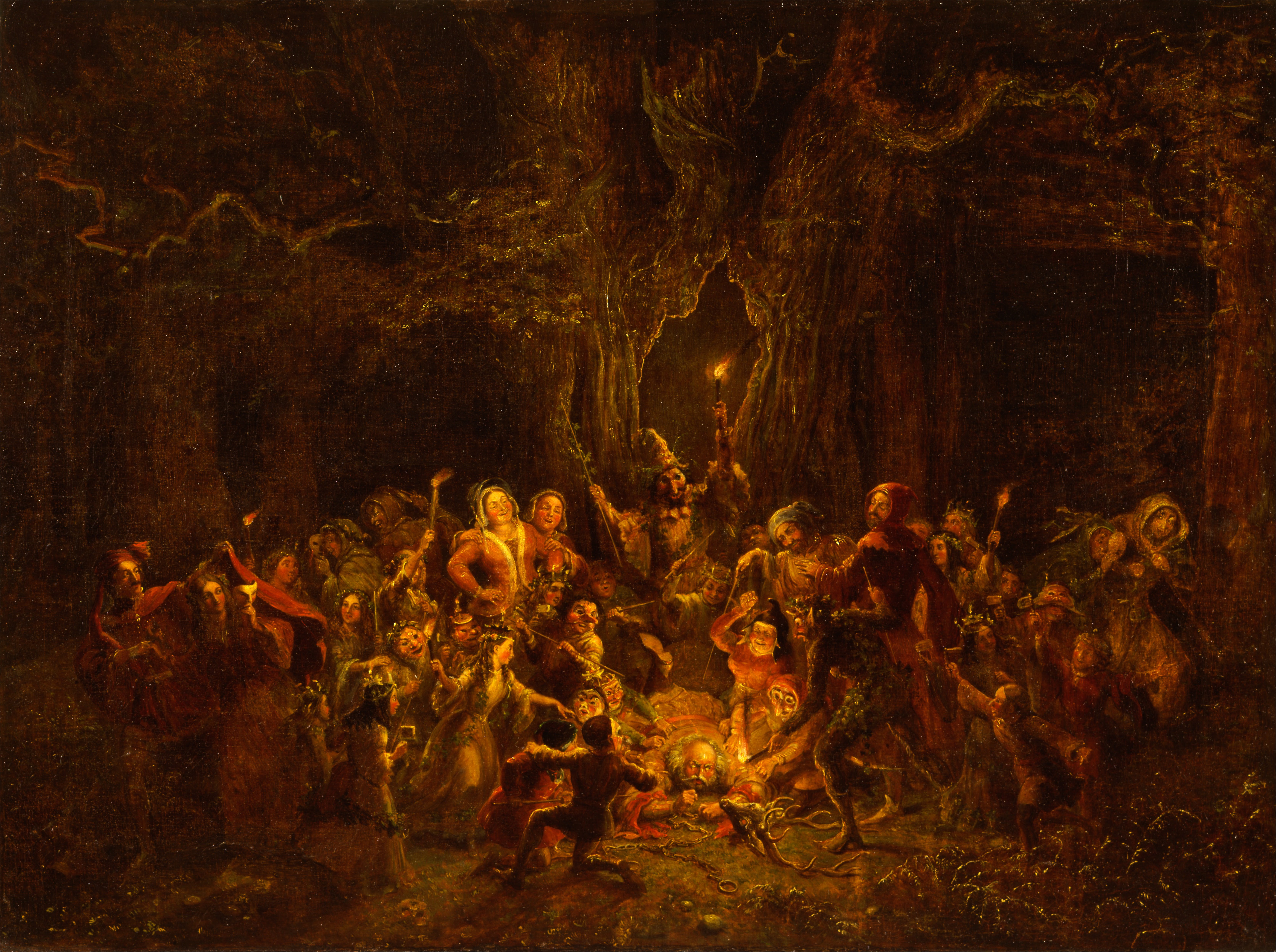
Cuadro representativo de la escenografía literaria de una de las partes del libro.

Falstaff llega a Windsor escaso de fondos. Para mejorar su situación financiera, decide cortejar a dos mujeres casadas, Mistress Ford y Mistress Page. Escribe cartas de amor idénticas a las dos y pide a sus respectivos criados, Pistol y Nym, que se las entreguen. Ellos se niegan, por lo que Falstaff les sacude. Como venganza, los criados informan a los maridos de las intenciones de Falstaff. El señor Page hace caso omiso, pero el celoso señor Ford decide averiguar por sí mismo los planes de Falstaff.

## Adaptaciones
- La comedia fue revisada y adaptada por John Dennis en 1702, con el título de The Comical Gallant.
- Antonio Salieri escribió la ópera bufa Falstaff ossia Le tre burle en 1799, con libreto de Carlo Prospero Defranceschi, que adapta la historia principal de Las alegres comadres de Windsor.
- Michael William Balfe compuso la ópera Falstaff en 1838.
- Carl Otto Nicolai escribió un singspiel basado en la comedia, en 1849, Die lustigen Weiber von Windsor.
- Giuseppe Verdi, Falstaff, su última ópera, con libreto de Arrigo Boito.
- Ralph Vaughan Williams escribió Sir John in Love, una ópera basada en la comedia, entre 1924 y 1928.